# Catedral Diocesana de Lages
A Catedral Diocesana de Lages - Nossa Senhora dos Prazeres é um templo religioso católico do município brasileiro de Lages, no estado de Santa Catarina, onde se encontra a cátedra da Diocese de Lages.

## Histórico
No ano de 1768, a paróquia de Lages foi elevada à condição de Diocese, com a denominação de Nossa Senhora dos Prazeres. Em 1891, os padres diocesanos foram substituídos por padres franciscanos, atendendo as localidades de Campos Novos, São Joaquim e Curitibanos. Em 1971, a paróquia retornou ao clero diocesano. 
Nossa Senhora dos Prazeres recebia devoção desde os primórdios da colonização regional. O então governador da província eclesiástica de São Paulo, D. Luís António de Sousa Botelho Mourão, solicitou ao Capitão-Mor Regente do Sertão de Curitiba, António Correia Pinto de Macedo, que se fizesse uma povoação e capela dedicada à Santa, no ano de 1766. A ordem de D. Luiz dizia: “Porquanto tenho encarregado ao Capitão-Mor Regente Antônio Corrêa Pinto várias ordens, cujas substâncias de fundar uma povoação no sertão de Curitiba na passagem chamada das Lagens, à qual necessariamente se a de por nome para que entre as mais povoações desta capitania se distinga: ordeno ao dito Capitão-Mor Regente que logo que formar a referida povoação lhe ponha o nome de Vila Nova dos Prazeres, e da igreja Matriz da dita povoação será orago Nossa Senhora dos Prazeres, a quem tenho devoção especial por ser minha madrinha, e padroeira da minha casa, e morgado de Mateus de que sou administrador. Assim executará sem dúvida alguma”.
Em estilo gótico, a construção da Catedral Metropolitana de Lages teve início em 1912. Os sinos, provenientes da Alemanha, levaram seis meses para chegar ao destino. A inauguração ocorreu em 1º de janeiro de 1922. Em 1994, foi concluída uma profunda restauração, que durou oito anos.
Trazido de Portugal, o título Senhora dos Prazeres é o mesmo que Senhora da Alegria, Glória, Luz. A imagem da santa que está em seu interior é esculpida em madeira e veio das terras lusitanas.

## Detalhes

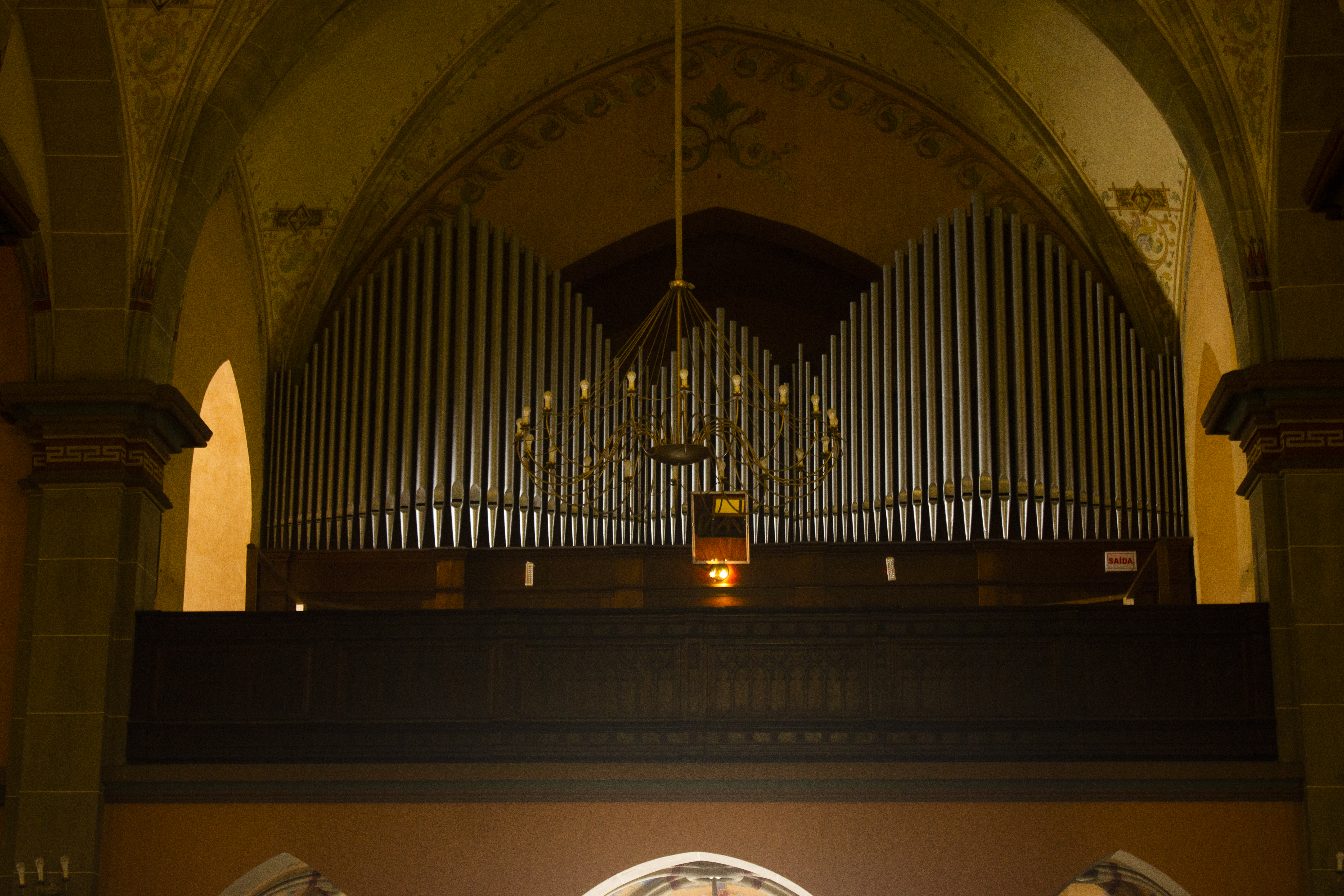
Órgão da Catedral

Em arquitetura gótica, que remete ao estilo medieval, com paredes leves e altas e que busca no verticalismo o encontro com Deus. Conta com janelas verticais de arcos góticos, torres ornamentadas com pequenas rosáceas e detalhes em pedra. A consolidação dos arcos internos por abóbadas de arcos cruzados, formam naves nervuradas. Seus telhados são em forma de pirâmides multifacetadas e coberturas metálicas. Na fachada há uma rosácea guarnecida de detalhes esculturais sobre a porta principal.
Seu presbitério acompanha a arquitetura externa, sendo rigorosamente gótico.
O projeto é do padre alemão Frei Egydio Lother, inspirado na Catedral de Magdeburgo (Templo de São Maurício e Santa Catarina), a primeira construção gótica da Alemanha, concluída em 1209. Sua construção teve início em julho de 1912, com sua inauguração ocorrendo em 1º de janeiro de 1922. Foi elevada à condição de Catedral em 18 de outubro de 1929, com a elevação de paróquia para Diocese. Seu primeiro bispo foi Dom Daniel Hostin.
Os sinos foram encomendados em Leipzig, na Alemanha. O maior deles, denominado "Cristo Salvador", pesa 1520 quilos, com badalo de 87 quilos, com nota em Dó. O médio, batizado "Santa Maria" e em nota Sol, pesa 920 quilos, com badalo de 66 quilos. Já o menor, chamado "São Francisco", em Lá, pesa 610 quilos e o badalo 48 quilos. Estão entre os maiores e mais pesados do mundo, representando 30% do valor total da obra. O dinheiro para a construção da catedral veio de doações, principalmente dos grandes fazendeiros da região.